# Strażnica WOP Tokary
Strażnica WOP Tokary – podstawowy pododdział graniczny Wojsk Ochrony Pogranicza pełniący służbę ochronną na granicy polsko-radzieckiej.

## Formowanie i zmiany organizacyjne
Strażnica została sformowana w 1945 w strukturze 29 komendy odcinka jako 137 strażnica WOP (Tokary) o stanie 56 żołnierzy. Kierownictwo strażnicy stanowili: komendant strażnicy, zastępca komendanta do spraw polityczno-wychowawczych i zastępca do spraw zwiadu. Strażnica składała się z dwóch drużyn strzeleckich, drużyny fizylierów, drużyny łączności i gospodarczej. Etat przewidywał także instruktora do tresury psów służbowych oraz instruktora sanitarnego.
Od 15 marca 1954 wprowadzono nową numerację strażnic Strażnica III kategorii otrzymała numer 131.
Z dniem 15. 11.1955 zlikwidowano sztab batalionu. Strażnica podporządkowana została bezpośrednio pod sztab brygady. W sztabie brygady wprowadzono stanowiska nieetatowych oficerów kierunkowych odpowiedzialnych za służbę graniczną strażnic .
W lipcu 1956 rozwiązano strażnicę . Budynki koszarowe zaadaptowano na szkołę.

## Służba graniczna
Faktyczną ochronę granicy strażnica rozpoczęła w czerwcu 1946.
Sąsiednie strażnice:
136 strażnica WOP Czeremcha ⇔ 138 strażnica WOP Wygoda

## Dowódcy strażnicy
- ppor. Wiejałko[4]
- chor. Marian Sołtysiak (?-1952)
- chor. Henryk Graczyk (1952-1953)